# 4728 Lyapidevskij
4728 Lyapidevskij eller 1979 VG är en asteroid i huvudbältet som upptäcktes den 11 november 1979 av den rysk-sovjetiske astronomen Nikolaj Tjernych vid Krims astrofysiska observatorium på Krim. Den har fått sitt namn efter den sovjetiske piloten Anatolij Ljapidevskij (1908-1983).
Asteroiden har en diameter på ungefär fyra kilometer.